# Giro dell'Appennino 1964
Il Giro dell'Appennino 1964, venticinquesima edizione della corsa, si svolse il 26 luglio 1964, su un percorso di 255 km. La vittoria fu appannaggio dell'italiano Franco Cribiori, che completò il percorso in 6h46'21", precedendo i connazionali Gianni Motta e Franco Balmamion.
I corridori che partirono furono 87, mentre coloro che tagliarono il traguardo di Pontedecimo furono 29.

## Ordine d'arrivo (Top 10)
| Pos. | Corridore         | Squadra | Tempo    |
| ---- | ----------------- | ------- | -------- |
| 1    | Franco Cribiori   | Gazzola | 6h46'21" |
| 2    | Gianni Motta      | Molteni | s.t.     |
| 3    | Franco Balmamion  | Cynar   | s.t.     |
| 4    | Guido De Rosso    | Molteni | s.t.     |
| 5    | Marino Fontana    | Lygie   | a 1'42"  |
| 6    | Michele Dancelli  | Molteni | a 2'36"  |
| 7    | Roberto Poggiali  | Ignis   | s.t.     |
| 8    | Marcello Mugnaini | Lygie   | a 4'15"  |
| 9    | Italo Zilioli     | Carpano | s.t.     |
| 10   | Alfredo Sabbadin  | Gazzola | a 5'58"  |